# آبشار ارین-ایژشا
آبشار ارین-ایژشا (به لاتین: Erin-Ijesha Waterfalls) یک آبشار در نیجریه است که در Ijesha واقع شده‌است.